# Rougon
 Rougon  (en occitano Rogon) es una población y comuna francesa, situada en la región de Provenza-Alpes-Costa Azul, departamento de Alpes de Alta Provenza, en el distrito de Castellane y cantón de Castellane.

## Demografía
| 52 | 41 | 40 | 55 | 77 | 85 |
| Para los censos de 1962 a 1999 la población legal corresponde a la población sin duplicidades (Fuente: INSEE [Consultar]) |    |    |    |    |    |